# ソーシャルメディア衛星開発プロジェクト
ソーシャルメディア衛星開発プロジェクト（ソーシャルメディアえいせいかいはつプロジェクト、SOcial MEdia SATellite development project、通称:SOMESAT(サムサット)）は、有志による小型人工衛星プロジェクト。1UのCubeSatを開発していた。

## 概要
2009年よりネット上で活動しており、設立当初のプロジェクト名は「HAXA」（はちゅね宇宙航空研究開発機構）だった。企画検討が完了して機能実証モデルを作成していたが、これを宇宙に飛ばさない模擬衛星に目標が変更された。毎年、ニコニコ超会議で進捗が公開されていた。
2015年に活動の拠点となるアマチュア無線局が開設された。
また関連するMMD動画も造られた。
2016年3月には、打ち上げに関する契約などにおいて法人格を有することが適切という判断から、SOMESATを母体として「一般社団法人小型宇宙機器開発協会」（SSG-dev）が設立されている。
プロジェクトの一環として、2010年5月21日に打ち上げられたJAXA（宇宙航空研究開発機構）の金星探査機「あかつき」に団体応募した初音ミクおよびはちゅねミクのイラストと、ファンのメッセージの銘板が探査機に搭載された。

## SOMESAT01
SOMESATが2017年現在開発している衛星は「サムサット01」（仮称）と称されており、2022年までの打ち上げを目指していた。
2021年1月19日 宇宙用の衛星として話を進めていたが、これを宇宙に飛ばさない「模擬衛星」に変更して開発を行うことが発表された。
2022年3月20日 残っていた唯一のアクティブメンバーが団体を離れ、SOMESAT大阪ラボ305も閉鎖、実質的に衛星開発プロジェクトは消滅した
 。